# 이해연
이해연(李海燕, 1924년 6월 13일 ~ 2019년 12월 10일)은 일제강점기에 데뷔하여 1960년대까지 활동한 대한민국의 가수이다.

## 생애
1924년 일제강점기 황해도 해주에서 태어났다. 학력에 대해서는 알려지지 않고 있다. 1941년 10월 콜럼비아레코드에서 군국가요인 <백련 홍련>을 취입하며 데뷔하였다. 이해연은 당시 활동하던 다른 가수들에 비해 비교적 늦은 시기에 데뷔했다. 이후 <뗏목 이천 리>, <소주 뱃사공>, <아리랑 풍년>, <황해도 노래> 등을 발표하며 일약 인기 가수가 되었다. 또한 일제강점기에 <청란의 꽃> 등 군국가요를 여러 곡 취입하였다.
신민요를 주로 불렀으며 해방 후에는 악극단 무대에서 활약하였는데 1956년에 6.25 전쟁의 비극적인 아픔을 그린 반야월 작사, 이재호 작곡의 <단장의 미아리 고개>를 불러 대히트를 기록했다. 1950년대 후반에는 작곡가 박춘석과 같이 작업을 하였으며 1950년대 말에 미국으로 이민을 갔다. 1960년대 초까지 음반을 취입하였으며 1984년에는 손인호와 함께 히트곡집을 발매하였다.
이해연의 여동생 백일희는 1955년 <황혼의 엘레지>를 부른 가수이고, 남편 베니 김은 치과 의사 출신이며 1950년대 미8군 무대에서 트럼펫 연주자로 활동하면서 유명세를 떨쳤다.또한 자녀들은 김트리오라는 밴드를 결성하여 <연안부두>를 불러 히트시켰다.1979년에 발표한 <연안부두>는 응원가로도 많이 쓰이며 오늘날까지도 많이 불리는 국민 가요이다. 생전에는 미국에 거주하였다.

## 가족 관계
- 여동생: 백일희
- 남편 : 베니 김 (본명: 김영순)
  - 장남 : 김파
  - 장녀 : 김선
  - 차남 : 김단